# 2813 Заппала
2813 Заппала (2813 Zappalà) — астероїд головного поясу, відкритий 24 листопада 1981 року.
Тіссеранів параметр щодо Юпітера — 3,143.